# Incorporated territory
Een incorporated territory (een geïncorporeerd gebied) is een term die in de Verenigde Staten wordt gebruikt voor een gebied dat direct valt onder het bestuur van de Amerikaanse federale overheid en dus geen deel uitmaakt van een Amerikaanse staat, maar dat wel een integraal onderdeel vormt van het land. Dit in tegenstelling tot unincorporated territory's, die ook direct onder de federale overheid vallen, maar geen integraal onderdeel zijn van het land.
Tegenwoordig is Palmyra het enige Amerikaanse territorium dat de status heeft van incorporated territory. Alle andere Amerikaanse eilandgebieden zijn unincorporated territory's.
Veel van de huidige Amerikaanse staten hadden, voordat ze een staat werden, de status van incorporated territory. De meest recente voorbeelden hiervan zijn de in 1959 opgeheven Hawaii en Alaska Territory.